# Rougeotia osellai
Rougeotia osellai là một loài bướm đêm trong họ Noctuidae.